# Flusso di ghiaccio Wiesnet
Il flusso di ghiaccio Wiesnet è un flusso glaciale situato sulla costa di Bryan, all'estremità orientale della Terra di Ellsworth, in Antartide. Lungo circa 28 km, il flusso Wiesnet si estende partendo dall'Altopiano Antartico per poi andare ad alimentare la piattaforma glaciale Venable, fluendo in particolare nella sua parte orientale, a est del flusso glaciale Williams e a ovest della penisola Allison.

## Storia
Il flusso glaciale Wiesnet è stato mappato dallo United States Geological Survey grazie a fotografie aeree scattate dalla marina militare statunitense tra il 1961 e il 1966, e nel 2003 è stato così battezzato dal Comitato consultivo dei nomi antartici in onore di Donald R. Wiesnet, della National Oceanic and Atmospheric Administration, che dagli anni 1970 agli anni 1980 fu un pioniere nell'utilizzo dei dati satellitari per la mappatura del continente antartico.